# قائمة الكميات الفيزيائية
تشتمل هذه القائمة على الكميات الفيزيائية.

يتضمن الجدول الأول الكميات الأساسية المُستخدمة في النظام الدولي للوحدات لتعريف البُعد الفيزيائي للكميات الفيزيائية بواسطة التحليل البُعدي. ويتضمن الجدول الثاني الكميات الفيزيائية المشتقة. يمكن التعبير عن الكميات المشتقة بواسطة الكميات الأساسية.
ملحوظة: الأسماء المستخدمة وكذلك الوحدات لتلك الكميات الفيزيائية ليس لهما معايير دولية حيث أن بعض تلك الكميات تُعرف بعدة أسماء مختلفة مثل المجال المغناطيسي حيث يُطلق عليه أيضًا كثافة الفيض المغناطيسي والحث المغناطيسي ويعتمد ذلك على سياق الجملة، وينطبق هذا أيضًا على التوتر السطحي حيث يُرمز له ب σ أو γ أو T، ويضم الجدول اسمًا ورمزًا واحدًا.
ويحتوي العمود الأخير من الجدول على بعض الخصائص الخاصة التي تمتلكها بعض الكميات، مثل سلوك القياس (أي ما إذا كانت الكمية مكثفة أو شمولية)، وخصائص التحويل (أي ما إذا كانت الكمية قياسية أم متجهة أم موترًا)، وما إذا كانت الكمية محفوظة.

## القائمة

### الكميات الأساسية
| الكمية الأساسية  | الرمز | الوصف                                                                              | الوحدة الدولية الأساسية | البعد | تعليقات        |
| ---------------- | ----- | ---------------------------------------------------------------------------------- | ----------------------- | ----- | -------------- |
| الطول            | l     | المدى أحادي البعد للكائن                                                           | متر (m)                 | L     | شمولية         |
| الكتلة           | m     | مقياس مقاومة التسارع                                                               | كيلوغرام (kg)           | M     | شمولية، قياسية |
| الزمن            | t     | مدة الحدث                                                                          | ثانية (s)               | T     | قياسية         |
| التيار الكهربائي | I     | معدل تدفق الشحنة الكهربائية لكل وحدة زمنية                                         | أمبير (A)               | I     | شمولية، قياسية |
| درجة الحرارة     | T     | متوسط الطاقة الحركية لكل درجة حرية للنظام                                          | كلفن (K)                | Θ     | مكثفة، قياسية  |
| كمية المادة      | n     | الكمية المتناسبة مع عدد الجسيمات في العينة، حيث يكون ثابت أفوجادرو هو ثابت التناسب | مول (mol)               | N     | شمولية، قياسية |
| الشدة الضيائية   | Iv    | قدرة الطول الموجي المرجحة للضوء المنبعث لكل وحدة زاوية مجسمة                       | قنديلة (cd)             | J     | قياسية         |

### الكميات المشتقة
| الكمية المشتقة                     | الرمز                          | الوصف                                                                                | الوحدة الدولية المشتقة     | البعد            | تعليقات                                        |
| ---------------------------------- | ------------------------------ | ------------------------------------------------------------------------------------ | -------------------------- | ---------------- | ---------------------------------------------- |
| الفقد                              | A                              | مقياس الإزاحة المستمر: التكامل الأول (بالنسبة للزمن) للموقع                          | m⋅s                        | L T              | متجهة                                          |
| معدل جرعة الطاقة الممتصة           |                                | جرعة الطاقة الممتصة المتلقاة لكل وحدة زمنية                                          | Gy/s                       | L2 T−3           |                                                |
| التسارع                            | a→                             | معدل تغير السرعة المتجهة لكل وحدة زمنية: المشتقة الثانية الزمنية للموقع              | m/s2                       | L T−2            | متجهة                                          |
| الفعل                              | S                              | زخم الجسيم مضروبًا في المسافة المقطوعة                                                | J/Hz                       | L2 M T−1         | قياسية                                         |
| التسارع الزاوي                     | ωa                             | التغير في السرعة الزاوية لكل وحدة زمنية                                              | rad/s2                     | T−2              |                                                |
| الزخم الزاوي                       | L                              | قياس مدى واتجاه كائن يدور حول نقطة مرجعية                                            | kg⋅m2/s                    | L2 M T−1         | محفوظة، متجهة ازدواجية                         |
| السرعة الزاوية                     | ω                              | تتزايد الزاوية في مستوى بواسطة مقطع يربط بين كائن ونقطة مرجعية لكل وحدة زمنية        | rad/s                      | T−1              | متجهة ازدواجية                                 |
| المساحة                            | A                              | مدى السطح                                                                            | m2                         | L2               | شمولية، متجهة ازدواجية أو قياسية               |
| الكثافة السطحية                    | ρA                             | الكتلة لكل وحدة مساحة                                                                | kg⋅m−2                     | L−2 M            | مكثفة                                          |
| السعة الكهربية                     | C                              | الشحنة المخزنة لكل وحدة جهد كهربائي                                                  | فاراد (F = C/V)            | L−2 M−1 T4 I2    | قياسية                                         |
| تركيز النشاط الحفاز                |                                | التغيير في معدل التفاعل بسبب وجود محفز لكل وحدة حجم للنظام                           | kat⋅m−3                    | L−3 T−1 N        | مكثفة                                          |
| قوة الطرد المركزي                  | Fc                             | قوة القصور الذاتي التي يبدو أنها تعمل على جميع الكائنات عند عرضها في إطار مرجعي دوار | N⋅rad = kg⋅m⋅rad⋅s−2       | L M T−2          | متجهة ازدواجية                                 |
| الجهد الكيميائي                    | μ                              | الطاقة لكل وحدة تغير في كمية المادة                                                  | J/mol                      | L2 M T−2 N−1     | مكثفة                                          |
| المشتقة الزمنية الخامسة للموقع     | c→                             | المشتقة الخامسة الزمنية للموقع                                                       | m/s5                       | L T−5            | متجهة                                          |
| كثافة التيار                       | J →                            | التيار الكهربائي لكل وحدة مساحة-المقطع العرضي                                        | A/m2                       | L−2 I            | متجهة، مكثفة، محفوظة                           |
| الجرعة المكافئة                    | H                              | معدل الإشعاع المتلقي للتأثير على الأنسجة البيولوجية                                  | زيفرت (Sv = m2/s2)         | L2 T−2           | مكثفة                                          |
| اللزوجة الديناميكية                | v                              | قياس مقاومة السائل غير القابل للضغط للإجهاد                                          | Pa⋅s                       | L−1 M T−1        | مكثفة                                          |
| الشحنة الكهربائية                  | Q                              | القوة لكل وحدة شدة المجال الكهربائي                                                  | كولوم (C = A⋅s)            | T I              | شمولية، محفوظة                                 |
| كثافة الشحنة                       | ρQ                             | الشحنة الكهربائية لكل وحدة حجم                                                       | C/m3                       | L−3 T I          | مكثفة                                          |
| العزم الثنائي القطب                | p                              | قياس الفصل بين الشحنات الكهربائية المتكافئة والمتعاكسة                               | C⋅m                        | L T I            | متجهة                                          |
| حقل الإزاحة الكهربائية             | D→                             | شدة الإزاحة الكهربائية                                                               | C/m2                       | L−2 T I          | حقل متجهي                                      |
| شدة الحقل الكهربائي                | E→                             | شدة الحقل الكهربائي                                                                  | V/m, N/C                   | L M T−3 I−1      | حقل متجهي                                      |
| المواصلة الكهربائية                | G                              | قياس مدى سهولة تدفق التيار عبر المادة                                                | سيمنز (S = Ω−1)            | L−2 M−1 T3 I2    | قياسية                                         |
| الموصلية الكهربائية                | σ                              | قياس قدرة المادة على توصيل تيار كهربائي                                              | S/m                        | L−3 M−1 T3 I2    | قياسية                                         |
| الجهد الكهربائي                    | φ                              | الطاقة المطلوبة لتحريك شحنة الوحدة عبر مجال كهربائي من نقطة مرجعية                   | فولت (V = J/C)             | L2 M T−3 I−1     | شمولية، قياسية                                 |
| المقاومة الكهربائية                | R                              | الجهد الكهربي لكل وحدة تيار كهربائي                                                  | أوم (Ω = V/A)              | L2 M T−3 I−2     | شمولية، قياسية، افتراض الخطية                  |
| المقاومية الكهربائية               | ρe                             | الخاصية السائبة المكافئة للمقاومة الكهربائية                                         | أوم-متر (Ω⋅m)              | L3 M T−3 I−2     | شمولية، قياسية، محفوظة                         |
| الطاقة                             | E                              | طاقة                                                                                 | J                          | L2 M T−2         |                                                |
| كثافة الطاقة                       | ρE                             | الطاقة لكل وحدة حجم                                                                  | J⋅m−3                      | L−1 M T−2        | مكثفة                                          |
| الإنتروبيا                         | S                              | مقياس لوغاريتمي لعدد الحالات المتاحة للنظام                                          | J/K                        | L2 M T−2 Θ−1     | شمولية، قياسية                                 |
| القوة                              | F→                             | نقل الزخم لكل وحدة زمنية                                                             | نيوتن (N = kg⋅m⋅s−2)       | L M T−2          | شمولية، متجهة                                  |
| التردد                             | f                              | عدد التكرارات (الدورية) لكل وحدة زمنية                                               | هرتز (Hz = s−1)            | T−1              | قياسية                                         |
| عمر النصف                          | t1/2                           | الزمن الذي تستغرقه كمية ما لتتحلل إلى نصف قيمتها الأولية                             | s                          | T                |                                                |
| الحرارة                            | Q                              | طاقة حرارية                                                                          | جول (J)                    | L2 M T−2         |                                                |
| السعة الحرارية                     | Cp                             | الطاقة لكل وحدة تغير درجة الحرارة                                                    | J/K                        | L2 M T−2 Θ−1     | شمولية                                         |
| كثافة التدفق الحراري               | ϕQ                             | تدفق الحرارة لكل وحدة زمنية لكل وحدة مساحة السطح                                     | W/m2                       | M T−3            |                                                |
| الاستضاءة                          | Ev                             | التدفق الضوئي لثقل-طول الموجة لكل وحدة مساحة سطحية                                   | لكس (lx = cd⋅sr/m2)        | L−2 J            |                                                |
| المعاوقة                           | Z                              | مقاومة التيار المتردد لتردد معين، بما في ذلك التأثير على الطور                       | أوم (Ω)                    | L2 M T−3 I−2     | قياسية عقدية                                   |
| الاندفاع                           | J                              | الزخم المنقول                                                                        | نيوتن-ثانية (N⋅s = kg⋅m/s) | L M T−1          | متجهة                                          |
| المحاثة                            | L                              | التدفق المغناطيسي المتولد لكل وحدة تيار من خلال دائرة (حلقة)                         | هنري (H)                   | L2 M T−2 I−2     | قياسية                                         |
| كثافة التدفق الإشعاعي              | E                              | قدرة الإشعاع الكهرومغناطيسي لكل وحدة مساحة                                           | W/m2                       | M T−3            | مكثفة                                          |
| الشدة                              | I                              | القدرة لكل وحدة مساحة المقطع العرضي                                                  | W/m2                       | M T−3            | مكثفة                                          |
| معدل تغير التسارع                  | j→                             | تغير التسارع لكل وحدة زمنية: المشتقة الثالثة الزمنية للموقع                          | m/s3                       | L T−3            | متجهة                                          |
| المشتقة الزمنية الرابعة للموقع     | s→                             | المشتقة الرابعة الزمنية للموقع                                                       | m/s4                       | L T−4            | متجهة                                          |
| كثافة طولية                        | ρl                             | الكتلة لكل وحدة طول                                                                  | kg⋅m−1                     | L−1 M            |                                                |
| الفيض الضوئي (أو "القدرة المضيئة") | F                              | القدرة المتصورة لمصدر الضوء                                                          | لومن (lm = cd⋅sr)          | J                |                                                |
| عدد ماخ (أو "ماخ")                 | M                              | نسبة سرعة التدفق إلى سرعة الصوت المحلية                                              | بلا وحدة                   | 1                |                                                |
| شدة الحقل المغناطيسي               | H                              | شدة الحقل المغناطيسي                                                                 | A/m                        | L−1 I            | حقل متجهي                                      |
| التدفق المغناطيسي                  | Φ                              | قياس المغناطيسية، مع مراعاة شدة ومدى الحقل المغناطيسي                                | ويبر (Wb)                  | L2 M T−2 I−1     | قياسية                                         |
| كثافة الحقل المغناطيسي             | B                              | قياس شدة المجال المغناطيسي                                                           | تسلا (T = Wb/m2)           | M T−2 I−1        | حقل شبيه المتجه                                |
| المغنطة                            | M                              | مقدار العزم المغناطيسي لكل وحدة حجم                                                  | A/m                        | L−1 I            | حقل متجهي                                      |
| الكسر الكتلي                       | x                              | كتلة مادة ما كجزء من الكتلة الكلية                                                   | kg/kg                      | 1                | مكثفة                                          |
| الكثافة (أو "الكثافة الحجمية")     | ρ                              | الكتلة لكل وحدة حجم                                                                  | kg/m3                      | L−3 M            | مكثفة                                          |
| التضاؤل الأسي                      | τ                              | متوسط الزمن الذي يستغرقه تحلل جزيء مادة ما                                           | s                          | T                | مكثفة                                          |
| التركيز المولي                     | C                              | كمية المادة لكل وحدة حجم                                                             | mol⋅m−3                    | L−3 N            | مكثفة                                          |
| الطاقة المولية                     |                                | كمية الطاقة الموجودة في النظام لكل وحدة كمية من المادة                               | J/mol                      | L2 M T−2 N−1     | مكثفة                                          |
| الإنتروبية المولية                 |                                | الإنتروبيا لكل وحدة كمية المادة                                                      | J/(K⋅mol)                  | L2 M T−2 Θ−1 N−1 | مكثفة                                          |
| السعة الحرارية المولية             | c                              | السعة الحرارية للمادة لكل وحدة كمية من المادة                                        | J/(K⋅mol)                  | L2 M T−2 Θ−1 N−1 | مكثفة                                          |
| عزم القصور الذاتي                  | I                              | القصور الذاتي لكائن فيما يتعلق بالتسارع الزاوي                                       | kg⋅m2                      | L2 M             | مكثفة، موترة، قياسية                           |
| زخم الحركة                         | p→                             | حاصل ضرب كتلة الجسم وسرعته                                                           | kg⋅m/s                     | L M T−1          | متجهة، شمولية                                  |
| الطاقة البصرية                     | P                              | قياس الانحناء الفعال للعدسة أو المرآة المنحنية؛ معكوس البعد البؤري                   | ديوبتر (dpt = m−1)         | L−1              |                                                |
| النفاذية                           | μs                             | قياس كيفية تأثر مغنطة المادة بتطبيق حقل مغناطيسي خارجي                               | H/m                        | L M T−2 I−2      | مكثفة                                          |
| السماحية                           | εs                             | قياس كيفية تأثر استقطاب المادة بتطبيق حقل كهربائي خارجي                              | F/m                        | L−3 M−1 T4 I2    | مكثفة                                          |
| زاوية السطح                        | θ                              | نسبة الطول الدائري القوس إلى نصف قطر                                                 | راديان (rad)               | 1                |                                                |
| القدرة                             | P                              | معدل نقل الطاقة لكل وحدة زمنية                                                       | واط (W)                    | L2 M T−3         | شمولية، قياسية                                 |
| الضغط                              | p                              | القوة لكل وحدة مساحة                                                                 | باسكال (Pa = N/m2)         | L−1 M T−2        | مكثفة، قياسية                                  |
| المشتقة الزمنية السادسة للموقع     | p→                             | المشتقة السادسة الزمنية للموقع                                                       | m/s6                       | L T−6            | متجهة                                          |
| النشاط الإشعاعي (نشاط)             | A                              | عدد الجسيمات المتحللة لكل وحدة زمنية                                                 | بيكريل (Bq = Hz)           | T−1              | شمولية، قياسية                                 |
| النشاط الإشعاعي (جرعة)             | D                              | طاقة الإشعاع المؤين التي تمتصها الأنسجة البيولوجية لكل وحدة كتلة                     | جراي (Gy = m2/s2)          | L2 T−2           |                                                |
| الإشعاعية                          | L                              | قدرة الإشعاع الكهرومغناطيسي المنبعث لكل وحدة زاوية مجسمة لكل منطقة مصدر انبعاث       | W/(m2⋅sr)                  | M T−3            |                                                |
| الشدة الإشعاعية                    | I                              | قدرة الإشعاع الكهرومغناطيسي المنبعث لكل وحدة زاوية مجسمة                             | W/sr                       | L2 M T−3         | قياسية                                         |
| معدل التفاعل                       | r                              | معدل التفاعل الكيميائي لوحدة الزمن                                                   | mol/(m3⋅s)                 | L−3 T−1 N        | مكثفة، قياسية                                  |
| معامل الانكسار                     | n                              | العامل الذي بواسطته تُقلل سرعة الطور للضوء في وسط                                     | بلا وحدة                   | 1                | مكثفة، قياسية                                  |
| الممانعة                           | {\displaystyle {\mathcal {R}}} | مقاومة تدفق التدفق المغناطيسي                                                        | H−1                        | L−2 M−1 T2 I2    | قياسية                                         |
| الزاوية المجسمة                    | Ω                              | نسبة مساحة الكرة إلى مربع نصف قطرها                                                  | ستراديان (sr)              | 1                |                                                |
| الطاقة النوعية                     |                                | كثافة الطاقة لكل وحدة كتلة                                                           | J⋅kg−1                     | L2 T−2           | مكثفة                                          |
| الحرارة النوعية                    | c                              | السعة الحرارية لكل وحدة كتلة                                                         | J/(K⋅kg)                   | L2 T−2 Θ−1       | مكثفة                                          |
| الحجم النوعي                       | v                              | الحجم لكل وحدة كتلة (مقلوب الكثافة)                                                  | m3⋅kg−1                    | L3 M−1           | مكثفة                                          |
| اللف المغزلي                       | S                              | محددة ميكانيكيا-الكم للزخم الزاوي للجسيم                                             | kg⋅m2⋅s−1                  | L2 M T−1         |                                                |
| الانفعال                           | ε                              | التمدد لكل وحدة طول                                                                  | بلا وحدة                   | 1                |                                                |
| الإجهاد                            | σ                              | القوة لكل وحدة مساحة سطحية موجهة                                                     | Pa                         | L−1 M T−2        | موتر درجة ثانية                                |
| التوتر السطحي                      | γ                              | تغير الطاقة لكل وحدة تغير في مساحة السطح                                             | N/m أو J/m2                | M T−2            |                                                |
| التدرج الحراري                     | {\displaystyle \nabla T}       | أشد معدل تغير في درجة الحرارة في مكان معين                                           | K/m                        | L−1 Θ            | متجهة                                          |
| المواصلة الحرارية                  |                                | قياس السهولة التي يقوم بها الكائن بتوصيل الحرارة                                     | W/K                        | L2 M T−3 Θ−1     | شمولية                                         |
| الموصلية الحرارية                  | λ                              | قياس السهولة التي تنقل بها المادة الحرارة                                            | W/(m⋅K)                    | L M T−3 Θ−1      | مكثفة                                          |
| المقاومة الحرارية                  | R                              | قياس السهولة التي يقاوم بها الكائن توصيل الحرارة                                     | K/W                        | L−2 M−1 T3 Θ     | شمولية                                         |
| المقاومية الحرارية                 | Rλ                             | قياس السهولة التي تقاوم بها المادة توصيل الحرارة                                     | K⋅m/W                      | L−1 M−1 T3 Θ     | مكثفة                                          |
| عزم الدوران                        | τ                              | حاصل ضرب القوة والمسافة العمودية للقوة من النقطة التي تمارس حولها القوة              | نيوتن-متر (N⋅m)            | L2 M T−2         | متجهة ازدواجية (أو شبيه المتجه في ثلاثة أبعاد) |
| السرعة المتجهة                     | v→                             | المسافة المقطوعة لكل وحدة زمنية: المشتقة الأولى الزمنية للموقع                       | m/s                        | L T−1            | متجهة                                          |
| الحجم                              | V                              | مدى ثلاثي الأبعاد لكائن ما                                                           | m3                         | L3               | شمولية، قياسية                                 |
| معدل التدفق الحجمي                 | Q                              | معدل تغير الحجم بالنسبة للزمن                                                        | m3⋅s−1                     | L3 T−1           | شمولية، قياسية                                 |
| الطول الموجي                       | λ                              | المسافة العمودية بين الوحدات المتكررة للموجة                                         | m                          | L                |                                                |
| عدد الموجة                         | k                              | التكرار أو التردد المكاني: عدد الدورات لكل وحدة مسافة                                | m−1                        | L−1              | قياسية                                         |
| المتجه الموجي                      | k→                             | التكرار أو متجه التردد المكاني: عدد الدورات لكل وحدة مسافة                           | m−1                        | L−1              | متجهة                                          |
| الوزن                              | w                              | قوة الجاذبية على كائن ما                                                             | نيوتن (N = kg⋅m/s2)        | L M T−2          | متجهة                                          |
| الشغل                              | W                              | الطاقة المنقولة                                                                      | جول (J)                    | L2 M T−2         | قياسية                                         |
| معامل يونغ                         | E                              | نسبة الإجهاد إلى الانفعال                                                            | باسكال (Pa = N/m2)         | L−1 M T−2        | قياسية؛ افتراض توحد خواص المواد الخطية         |